# 垌塚镇
垌塚镇，是中华人民共和国湖北省孝感市汉川市下辖的一个乡镇级行政单位。

## 行政区划
垌塚镇下辖以下地区：
垌塚社区、方集村、刘桥村、五一村、垌塚村、新河村、老湾村、祝溪村、青年村、涂北村、王畈村、虎山村、新华村、兴隆村、旗杆村、同兴村和朱洪堰村。